# BR-Klasse 117
Die Klasse 117 der British Railways war eine dreiteilige Triebwagen-Baureihe. Die Fahrzeuge wurden von 1959 bis 1961 von Pressed Steel hergestellt.

## Geschichte
Die Fahrzeuge waren größtenteils in Southall, Cardiff und Plymouth im Einsatz. In den 1980er-Jahren wurden einige Fahrzeuge nach Birmingham und Schottland umstationiert und dafür renoviert. Später kamen die in Schottland, Wales, Cornwall und Birmingham stationierten Fahrzeuge zu Provincial Services, den späteren Regional Railways, während die in Southall eingesetzten Triebwagen zu Network SouthEast gelangten.
Anfang der 1990er-Jahre wurden die Fahrzeuge auf den Linien von London Paddington durch Baureihe-165-Triebwagen („Network Turbo“) ersetzt. Sie fuhren in Westengland, bis sie dort durch Baureihe-150- und Baureihe-153-Triebwagen abgelöst wurden. Der Versuch, sie in Cornwall durch Baureihe-142-Triebwagen („Skipper/Pacer“) zu ersetzen, scheiterte, denn die Triebwagen-Baureihe war für diese Strecken ungeeignet, sodass sie dort einen sehr hohen Verschleiß hatte. Diese Triebwagen kamen daraufhin nach Nordengland.
Letztendlich wurden die 117er in Cornwall durch Baureihe-150- und Baureihe-153-Triebwagen ersetzt, die in anderen Bereichen freiwurden.
Die 117er fuhren in Schottland bis zur Jahrtausendwende, bis ihnen Baureihe-156- und Baureihe-170-Triebwagen („Turbostar“) nachfolgten.
Für viele Jahre waren 117er auf der Birmingham Cross-City Line zusammen mit den Baureihen 115, 116, 118 und 121 im Einsatz. Alle 117er-Triebwagen wurden bis 1995 außer Betrieb gestellt.
2000 wurden bei Silverlink die 117er durch Baureihe-150-Triebwagen ersetzt, damit waren alle Fahrzeuge dieser Baureihe ausgemustert.

## Galerie

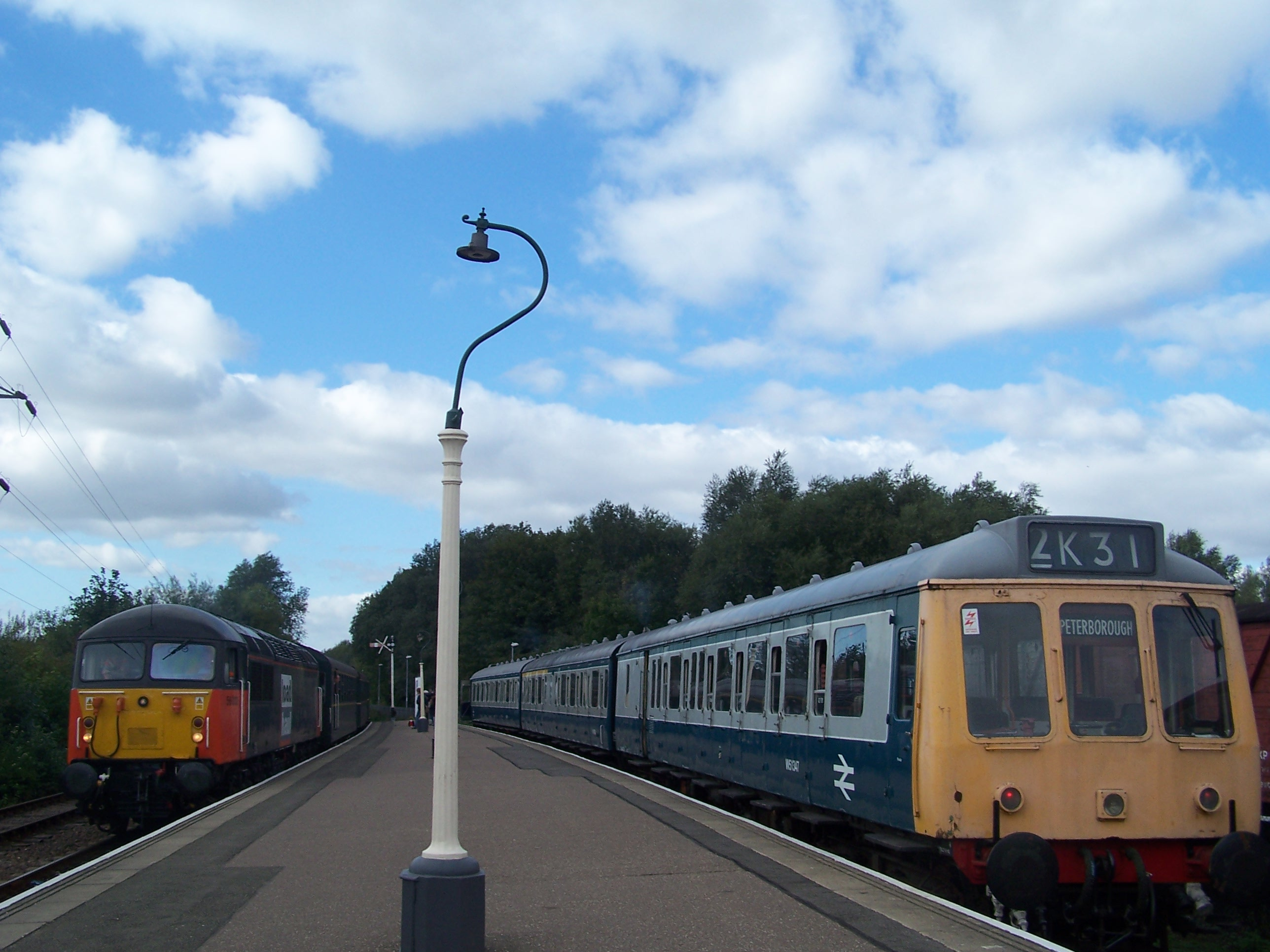
Eine blau-graue dreiteilige Einheit bei Peterborough auf der Museumseisenbahns-strecke Nene Valley Railway.
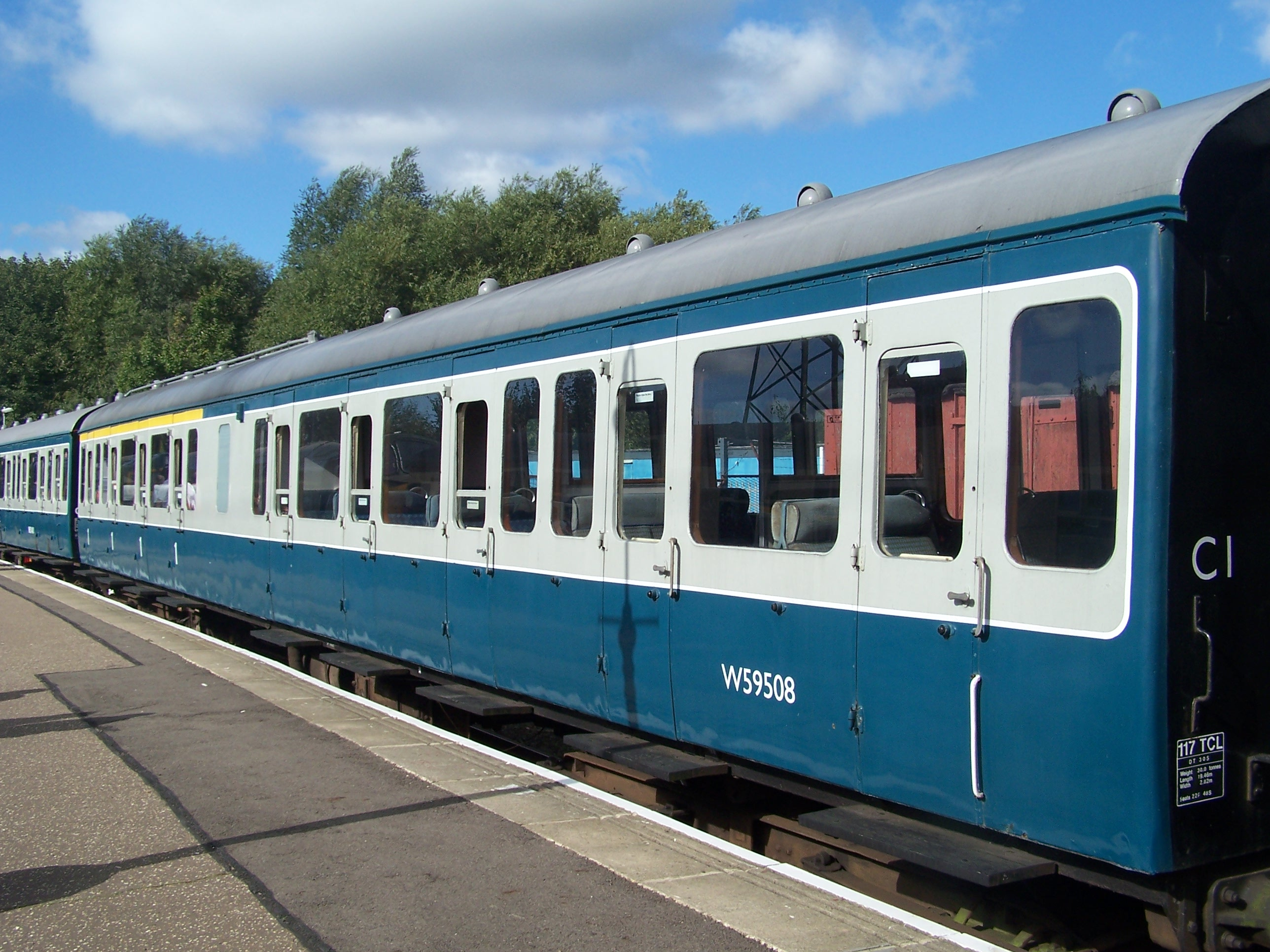
Der unmotorisierte Mittelteil einer Einheit.
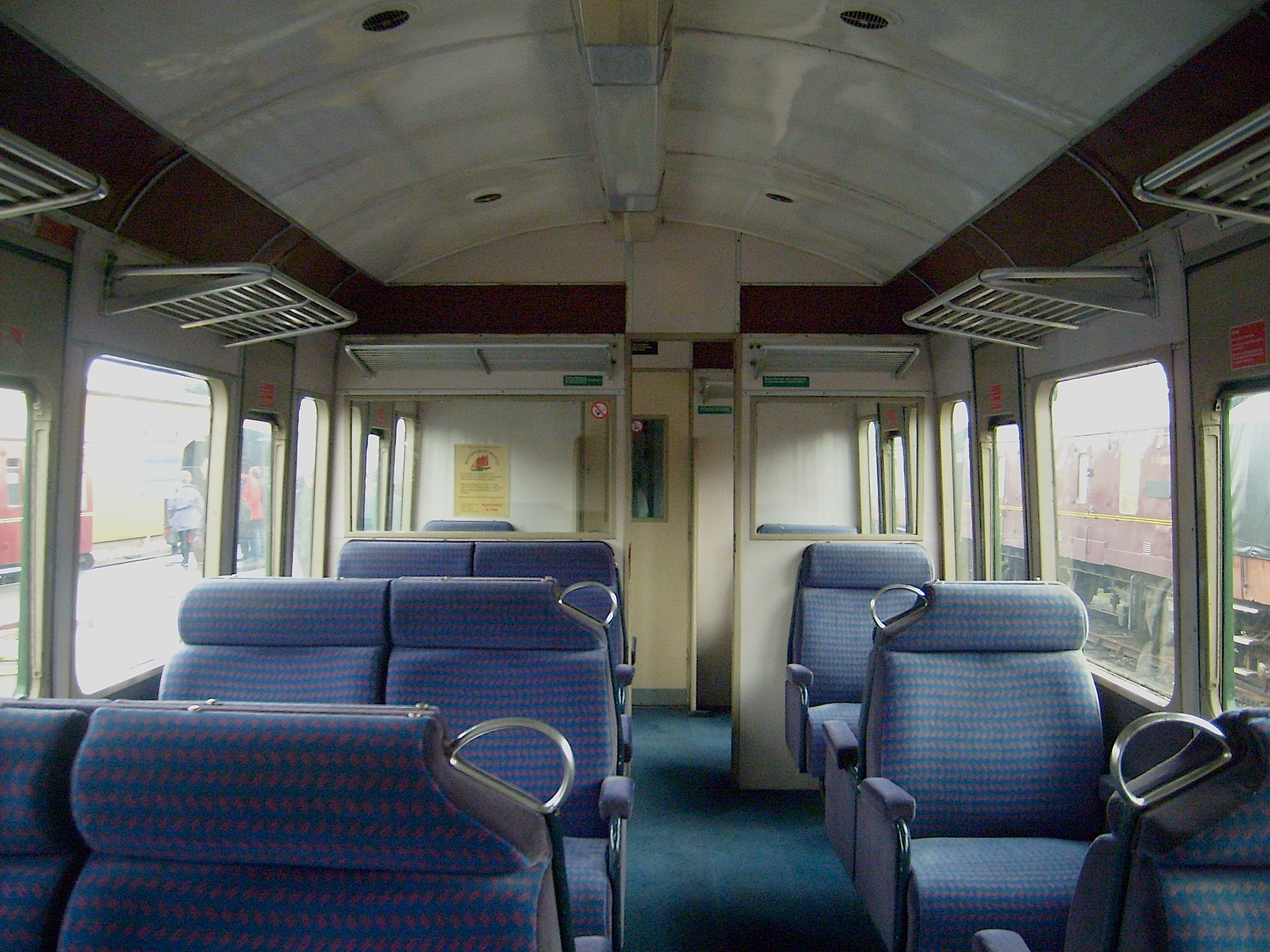
Das Innere eines in der Mitte der 1980er-Jahre renovierten Erste-Klasse-Abteils, mit Network-SouthEast-Teppichboden.
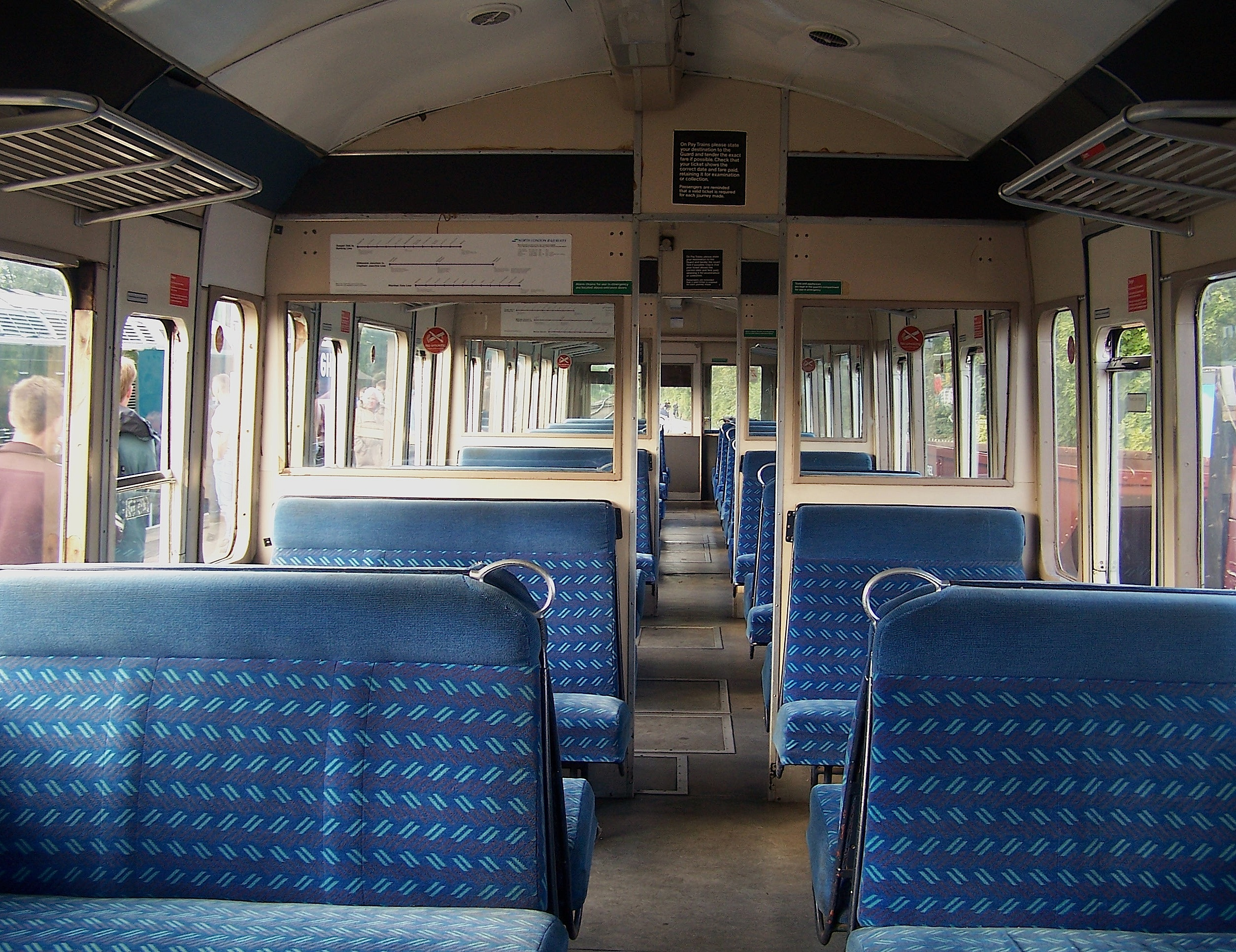
Das Innere eines in der Mitte der 1980er-Jahre renovierten Zweite-Klasse-Abteils, mit Network-SouthEast-Teppichboden.

## Verweise
- The Railcar Association
- Motive Power Recognition: 3 DMUs. Colin J. Marsden
- British Railway Pictorial: First Generation DMUs. Kevin Robertson
- British Rail Fleet Survey 8: Diesel Multiple Units - The First Generation. Brian Haresnape
- A Pictorial Record of British Railways Diesel Multiple Units. Brian Golding